# Kailahun (distrikt)
Kailahun är ett distrikt i Eastern Province i Sierra Leone. Huvudort samt största stad är Kailahun och vid folkräkningen 2015 hade distriktet 526 379 invånare.
Distriktet bildades vid Sierra Leones administrativa omorganisation 1920 under namnet Pendembu. 1931 byttes namnet till Kailahun.

## Administrativ indelning

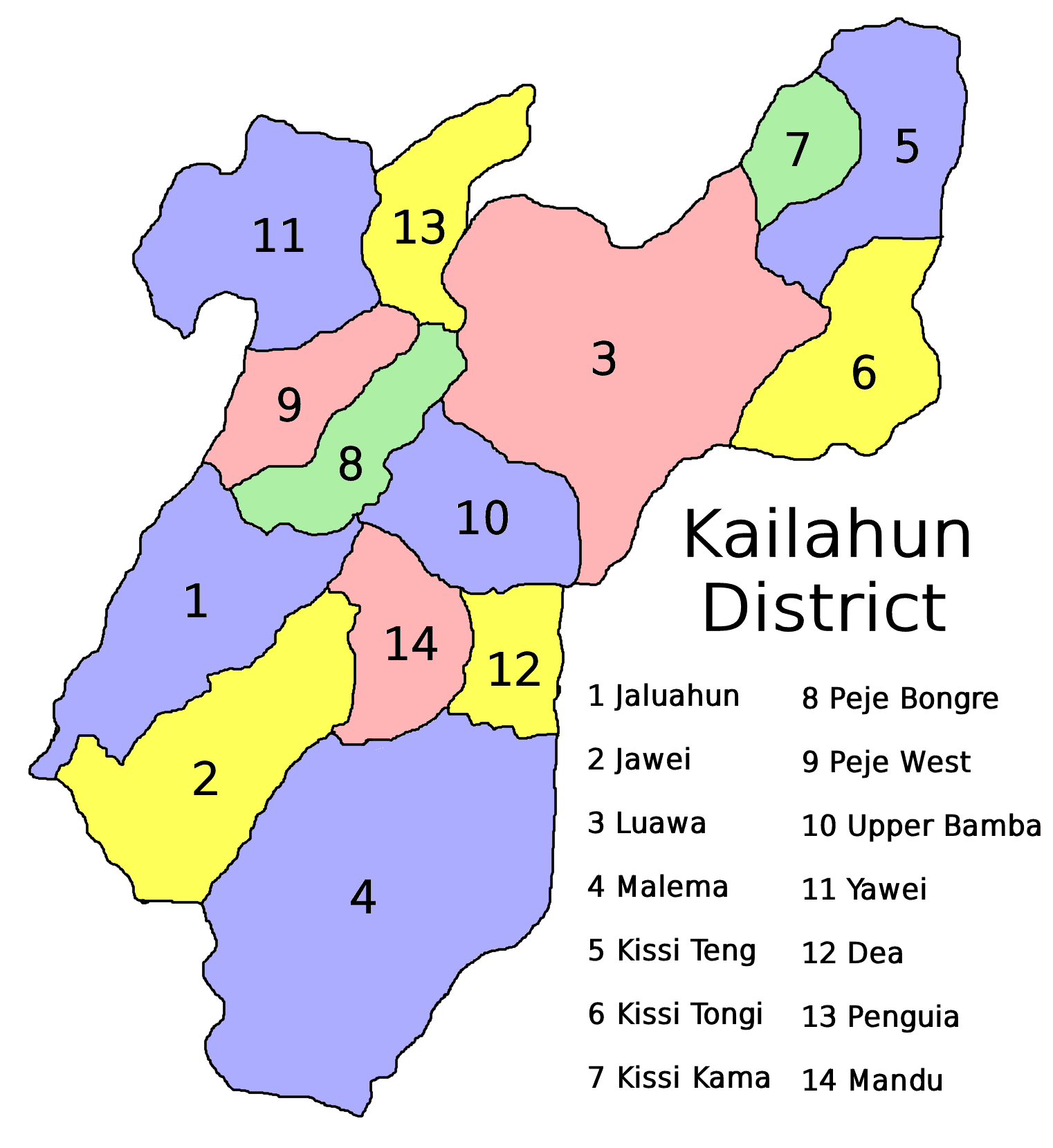
Kailahuns hövdingadömen.

Distriktet består av fjorton hövdingadömen.
| - Dea - Jawie - Kissi Kama - Kissi Teng - Kissi Tongi - Kpeje Bongre - Kpeje West | - Luawa - Malema - Mandu - Njaluahun - Penguia - Upper Bambara - Yawei |

## Befolkningsutveckling
| Befolkningsutvecklingen i Kailahun 1963–2015 | Befolkningsutvecklingen i Kailahun 1963–2015 | Befolkningsutvecklingen i Kailahun 1963–2015 | Befolkningsutvecklingen i Kailahun 1963–2015 | Befolkningsutvecklingen i Kailahun 1963–2015 |
| -------------------------------------------- | -------------------------------------------- | -------------------------------------------- | -------------------------------------------- | -------------------------------------------- |
|                                              |                                              |                                              |                                              |                                              |
| År                                           |                                              |                                              | Folkmängd                                    |                                              |
| 1963                                         | 1963                                         |                                              | 150 236                                      |                                              |
| 1974                                         | 1974                                         |                                              | 186 365                                      |                                              |
| 1985                                         | 1985                                         |                                              | 233 839                                      |                                              |
| 2004                                         | 2004                                         |                                              | 358 190                                      |                                              |
| 2015                                         | 2015                                         |                                              | 526 379                                      |                                              |
|                                              |                                              |                                              |                                              |                                              |